# Canário-andino-negro
O Canário-andino-negro (Rhopospina fruticeti) é uma espécie de ave sul-americana da família tanager Thraupidae. É o único membro do gênero Rhopospina.
Pode ser encontrada na Argentina, Bolívia, Chile e Peru. É um vagabundo para as Ilhas Malvinas e Brasil. Os seus habitats naturais são matagal árido tropical ou subtropical e matagal tropical ou subtropical de alta altitude.[carece de fontes?]

## Taxonomia
O tentilhão de luto foi formalmente descrito e ilustrado em 1883 pelo naturalista alemão Heinrich von Kittlitz sob o nome binomial Fringilla fruticeti. Esta espécie foi anteriormente incluída no gênero Phrygilus. Um estudo filogenético molecular publicado em 2014 descobriu que Phrygilus era polifilético, e no rearranjo subsequente, o tentilhão de luto foi movido para o gênero ressuscitado Rhopospina que havia sido introduzido em 1851 por Jean Cabanis. O nome do gênero combina o grego antigo rhōps que significa "arbusto" com spina que significa "tentilhões". O epíteto específico é do latim fruticetum que significa "mato".
Três subespécies são reconhecidas:
- R. f. peruviana (Zimmer, JT, 1924) – Peru e oeste da Bolívia
- R. f. coracina (Sclater, PL, 1891) – sudoeste da Bolívia e nordeste do Chile[11]
- R. f. fruticeti (Kittlitz, 1833) – norte a sul do Chile e oeste da Argentina